# Hard-Fi
Hard-Fi són un grup indie rock britànic procedent de Staines, Surrey, Regne Unit, un suburbi i poble dormitori 25 km al sud de Londres que ha infulenciat significantment el seu estil musical i lletres, i on es formaren com a grup en 2003. El grup està compost del vocalista Richard Archer, el baixista Kai Stephens, el guitarrista Ross Phillips i el bateria Steve Kemp. El grup va tocar el seu primer concert en 2003 en Manchester, el que Archer va descriure com "Un gran honor per a nosaltres", però probablement el concert més important ha estat el de Brixton, quan varen agotar les entrades de les 5 nits consecutives que van tocar.